# Trałowce typu A
Trałowce typu A – seria czterech holenderskich trałowców przybrzeżnych z okresu międzywojennego i II wojny światowej, zbudowanych dla Koninklijke Marine w stoczni marynarki w Willemsoord z przeznaczeniem do służby w Holenderskich Indiach Wschodnich. Nosiły oznaczenia alfabetyczne od A do D. Trzy z nich zostały zdobyte przez Japonię i wcielone do służby w Cesarskiej Marynarce Japonii, wszystkie zostały zatopione podczas wojny.

## Projekt i budowa
Trałowce typu A były pierwszymi trałowcami specjalnej budowy dla marynarki holenderskiej, która wcześniej miała jedynie cztery okręty typu M zaadaptowane z holowników. Zbudowane były specjalnie w celu służby kolonialnej w Holenderskich Indiach Wschodnich. Ich konstrukcja była wzorowana  na niemieckich trałowcach przybrzeżnych typu FM z I wojny światowej. Serię czterech jednostek zbudowano w stoczni marynarki w Willemsoord – budowę rozpoczęto w latach 1928–29, wodowano je w 1929 roku, a ukończono w 1930 roku. Otrzymały tylko oznaczenia alfabetyczne od A do D.

## Okręty
| Nazwa (znak burtowy) | położenie stępki | wodowanie        | wejście do służby | los                                          |
| -------------------- | ---------------- | ---------------- | ----------------- | -------------------------------------------- |
| A                    | 13 września 1928 | 19 kwietnia 1929 | 4 sierpnia 1930   | → japoński Cha-113, zatop. 23 czerwca 1945   |
| B                    | 22 września 1928 | 24 września 1929 | 4 sierpnia 1930   | → japoński Cha-112, zatop. 4 czerwca 1945    |
| C                    | 19 kwietnia 1929 | 1929             | 4 sierpnia 1930   | → japoński Cha-116, zatop. 13 listopada 1944 |
| D                    | 1928             | 1929             | 4 sierpnia 1930   | samozatopiony 6 marca 1942                   |

## Opis konstrukcyjny

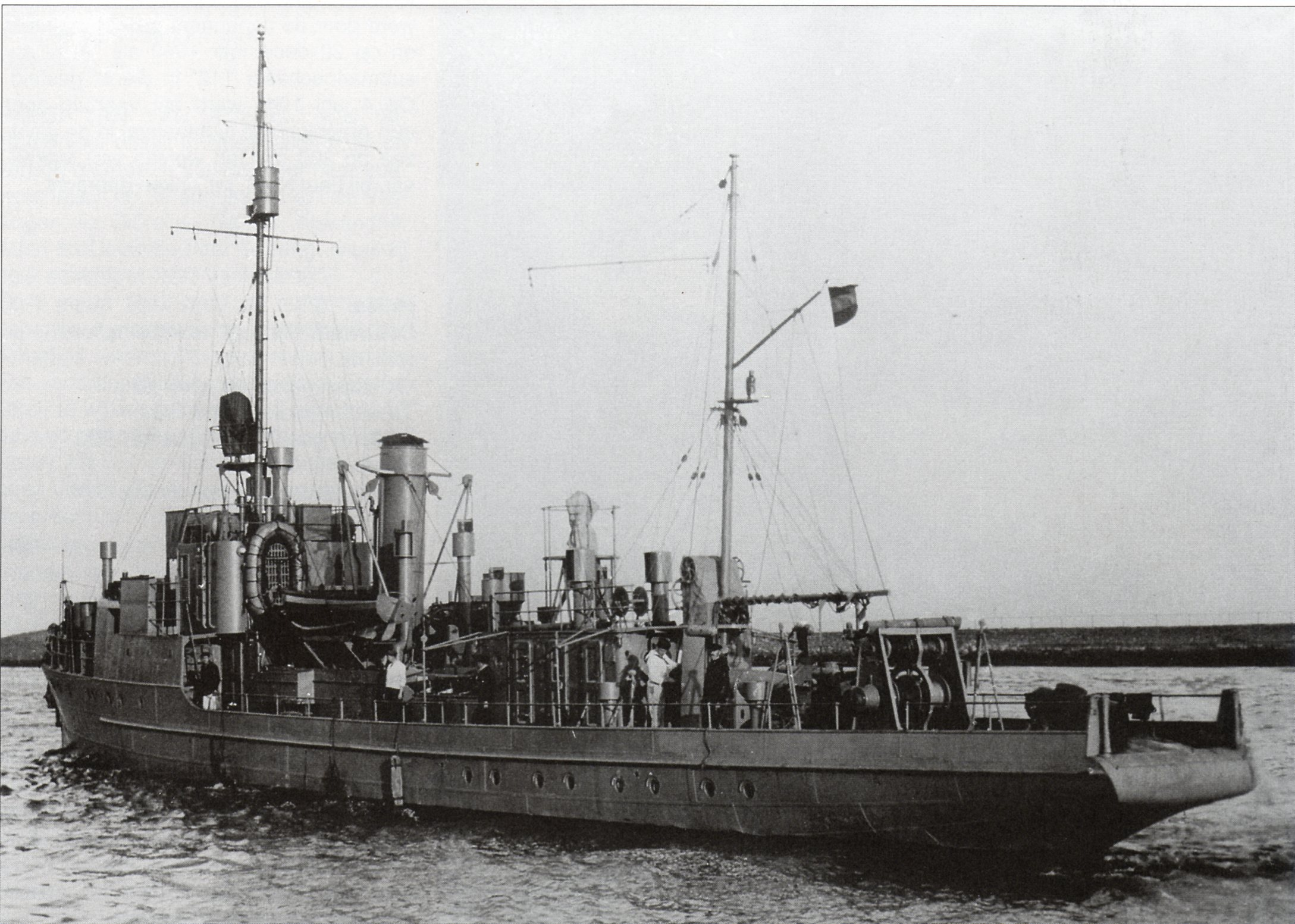
Hr.Ms. A od rufy

Okręty miały, podobnie jak niemiecki pierwowzór, podwyższony pokład dziobowy (stwarzający wrażenie częściowo tylko podwyższonego z uwagi na wysokie nadburcia pozostałej części kadłuba). Wyróżniały je ściany nadbudówki dziobowej na jednej płaszczyźnie z burtami. Pośrodku długości okrętu znajdował się cienki pojedynczy komin. Wyporność okrętów wynosiła 179 ton, długość 42,8 m, szerokość              6 m, a zanurzenie 1,5 m. Załoga jest podawana od 31 do 38 osób.
Napędzały je dwie pionowe maszyny parowe potrójnego rozprężania o mocy indykowanej 700 KM. Parę dostarczał jeden kocioł wodnorurkowy. Maszyny poruszały dwie śruby. Napęd pozwalał na osiągnięcie prędkości 14,5 węzła. Zapas paliwa płynnego wynosił 35 ton.
Uzbrojenie składało się jedynie z dwóch karabinów maszynowych kalibru 12,7 mm. W japońskiej służbie otrzymały uzbrojenie z armaty kalibru 47 mm, trzech działek przeciwlotniczych kalibru 25 mm Typ 96, przeciwlotniczego karabinu maszynowego kalibru 13,2 mm i ośmiu bomb głębinowych.

## Służba

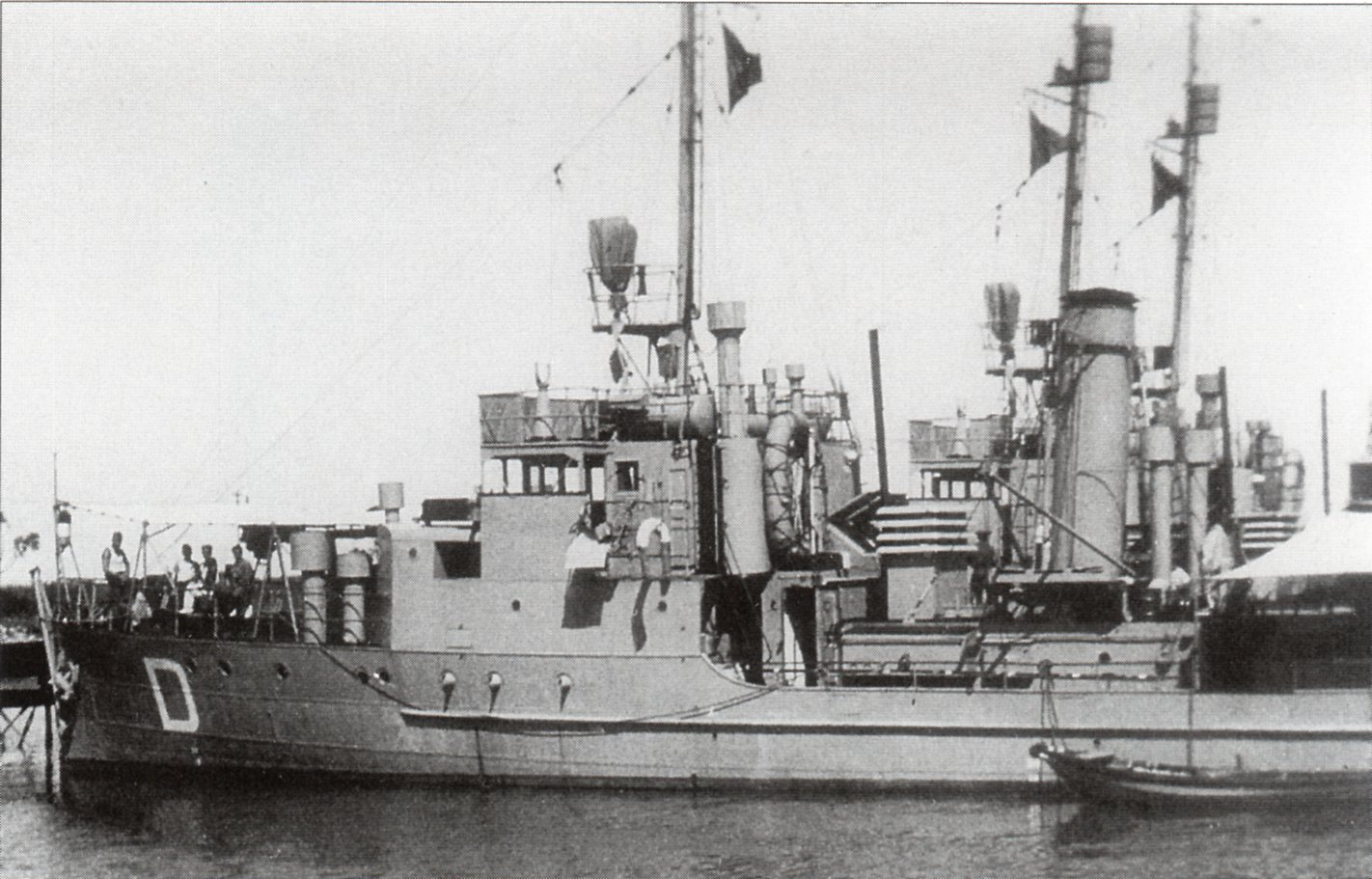
Hr.Ms. D

Po ukończeniu okręty zostały przebazowane do Holenderskich Indiach Wschodnich z pomocą holowników „Friesland” i „Vlaanderen”.
Podczas II wojny światowej wzięły udział w początkowej fazie wojny na Pacyfiku i wszystkie zostały zatopione na początku marca na Jawie. Trałowce A i B zostały zatopione przez japońskie lotnictwo 1 marca 1942 roku w Surabai (według innych źródeł, B został zatopiony 2 marca w Tanjung Priok lub A został uszkodzony 28 lutego w Surabai i samozatopiony 1 marca, a B został samozatopiony tam 2 marca). Trałowce C i D zostały natomiast samozatopione w Surabai 6 marca tego roku, przed zajęciem przez Japończyków (według innych źródeł, D został zniszczony w Surabai 2 marca).
Trałowce A, B i C zostały następnie podniesione przez Japończyków i wcielone do służby w Cesarskiej Marynarce Wojennej Japonii jako pomocnicze ścigacze okrętów podwodnych o oznaczeniach odpowiednio Cha-113 (wcielony 17 stycznia 1943 roku), Cha-112 (wcielony 20 grudnia 1942 roku) i Cha-116 (wcielony 8 kwietnia 1943 roku). Wzmocniono im przy tym uzbrojenie.
Cha-116 (ex C) został zatopiony 13 listopada 1944 roku na zachód od Cavite przez amerykańskie lotnictwo pokładowe zespołu TF 38, Cha-112 (ex B) został zatopiony 4 czerwca 1945 roku na Morzu Jawajskim pod Laut Ketjil przez amerykańskie lotnictwo, a Cha-113 (ex A) został zatopiony 23 czerwca 1945 roku na Morzu Jawajskim pod Talembau przez amerykański okręt podwodny USS „Hardhead” (SS-365).